# Togbin-Daho
Cet article concerne une localité de Godomey. Pour le quartier de Godomey, voir Togbin.
Togbin-Daho est une localité du Bénin, située dans la commune d'Abomey-Calavi, l'arrondissement de Godomey et le département de Atlantique, à proximité du lac Nokoué et de la future Route des Pêches.

## Population
Une étude de 1989 distingue trois groupements à Togbin, représentant ensemble 880 personnes : Togbin proprement dit, séparé de la côte par une lagune allongée ; Dénou, un peu au nord-est, au-delà d'une autre lagune, et enfin Togbin-Plage, un hameau de pêcheurs pour la plupart ghanéens [à cette date]. Les habitants de Togbin et Dénou sont des Fon.

Togbin Plage
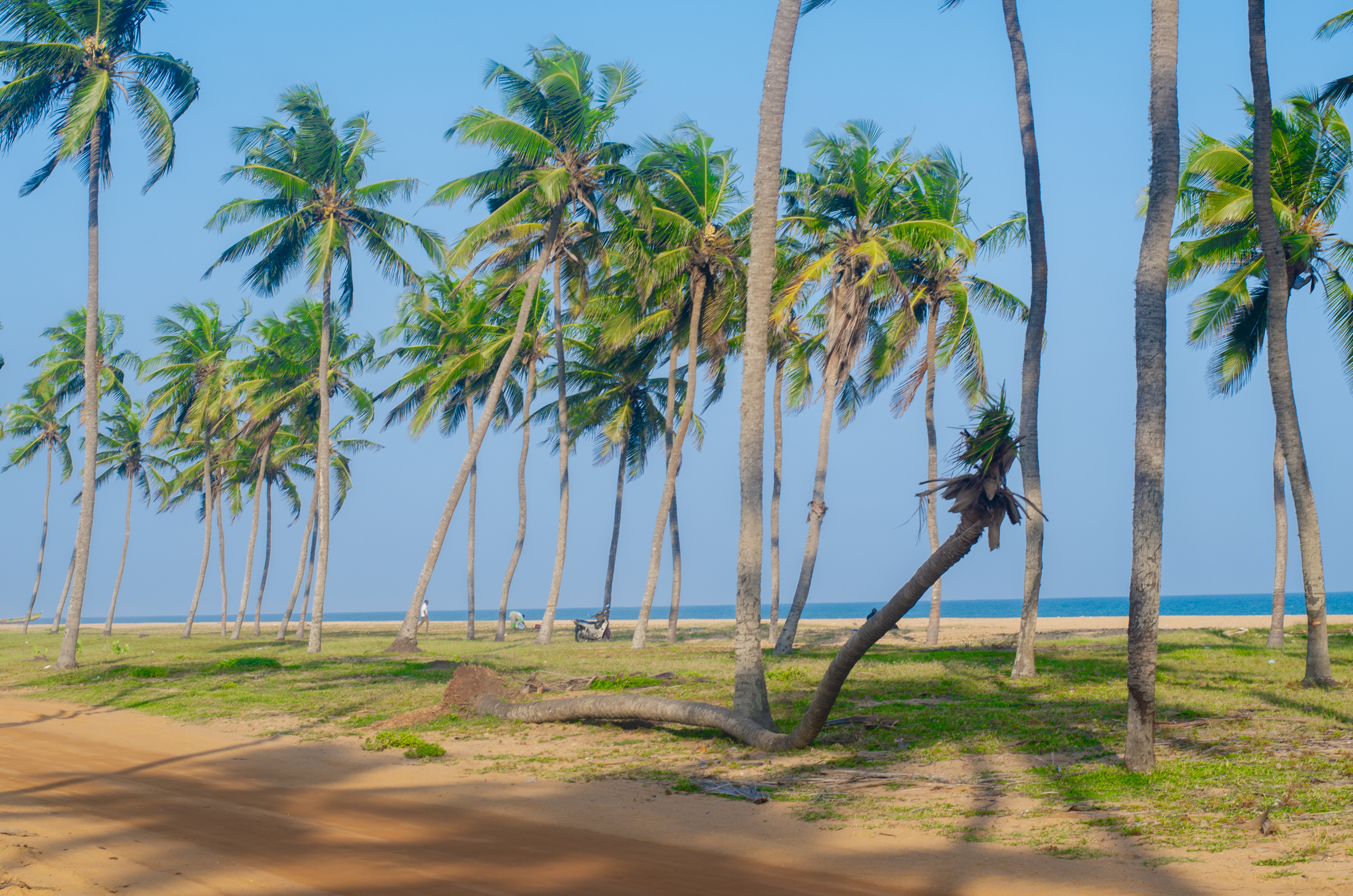
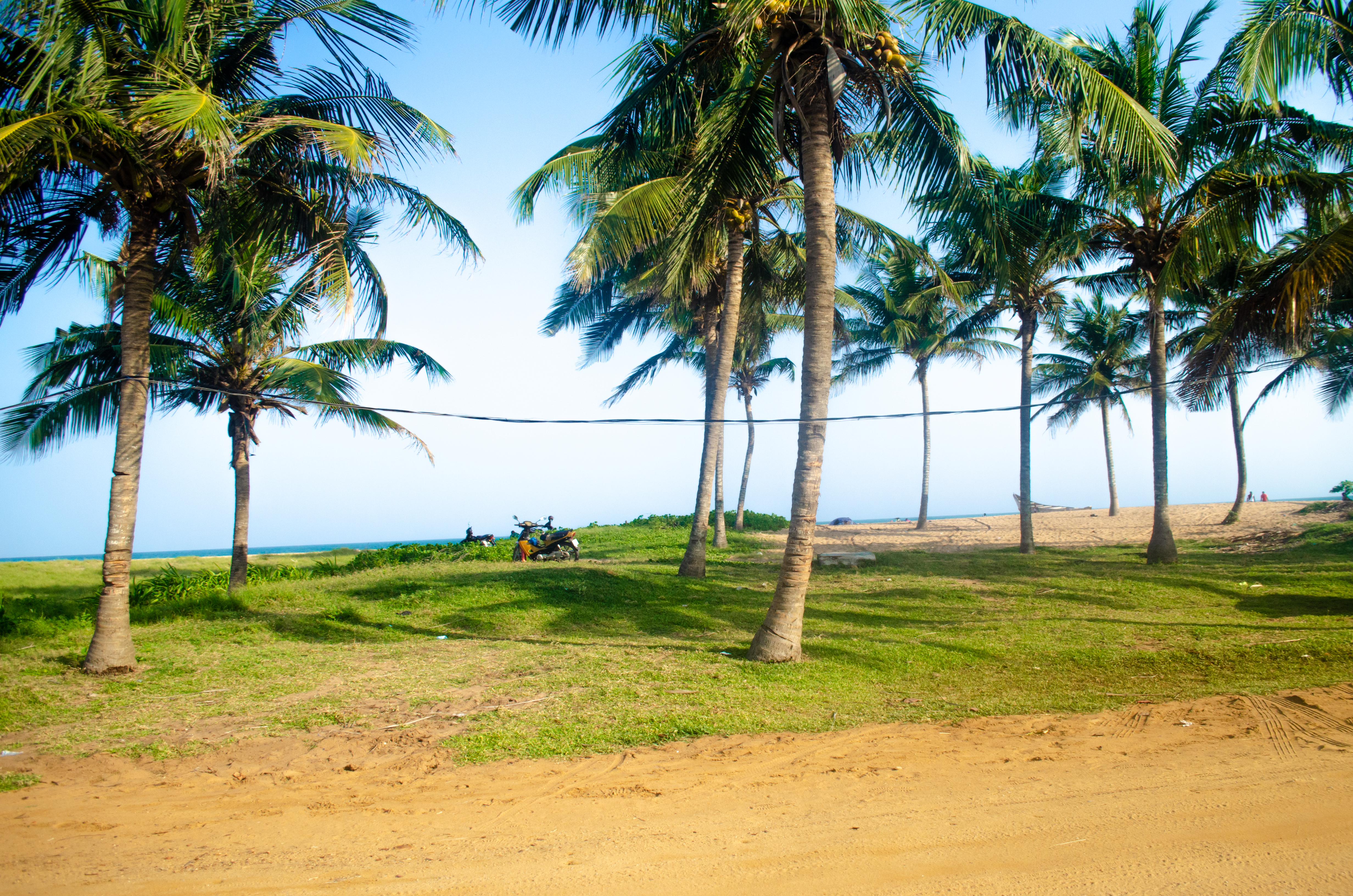
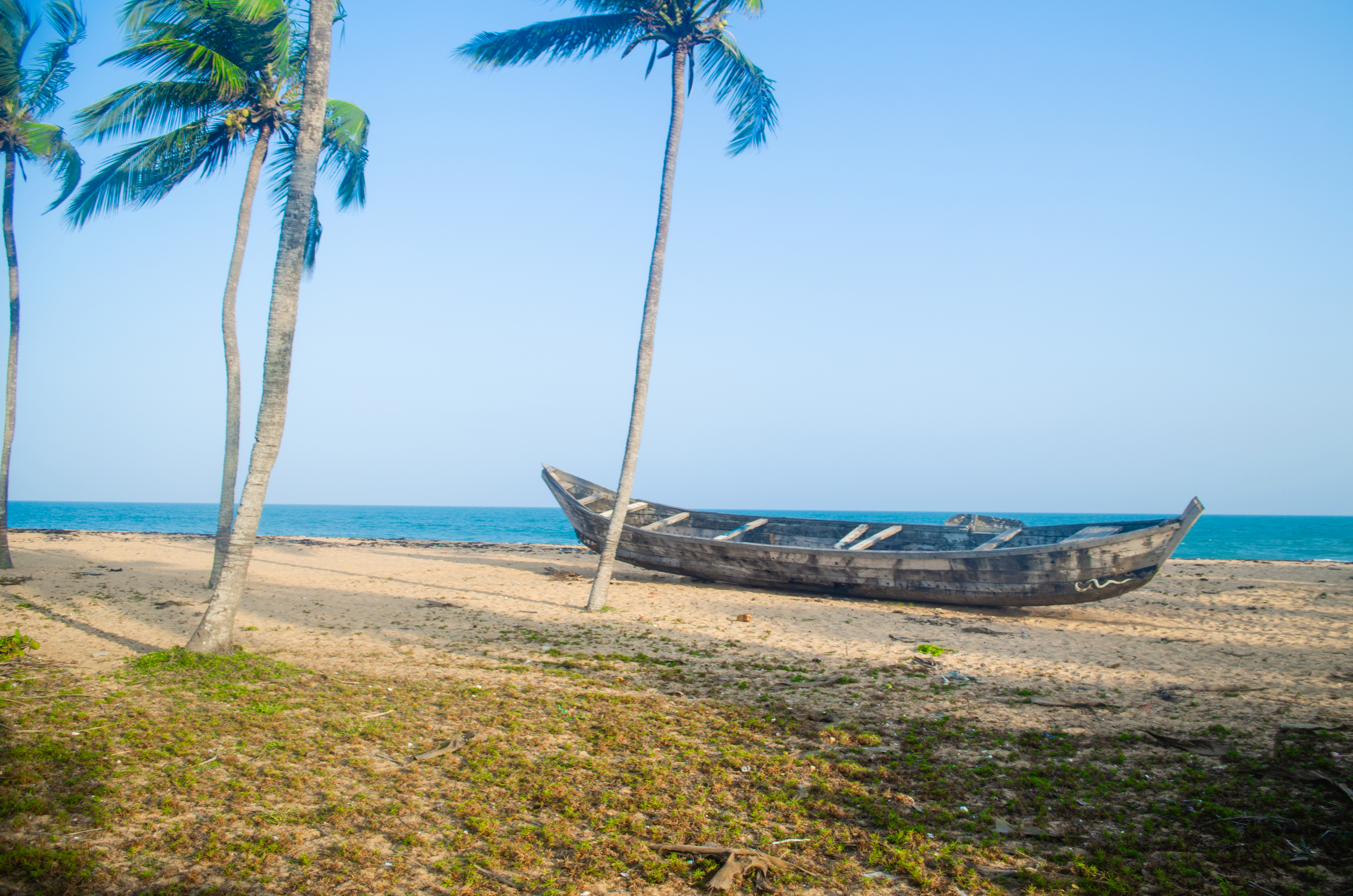
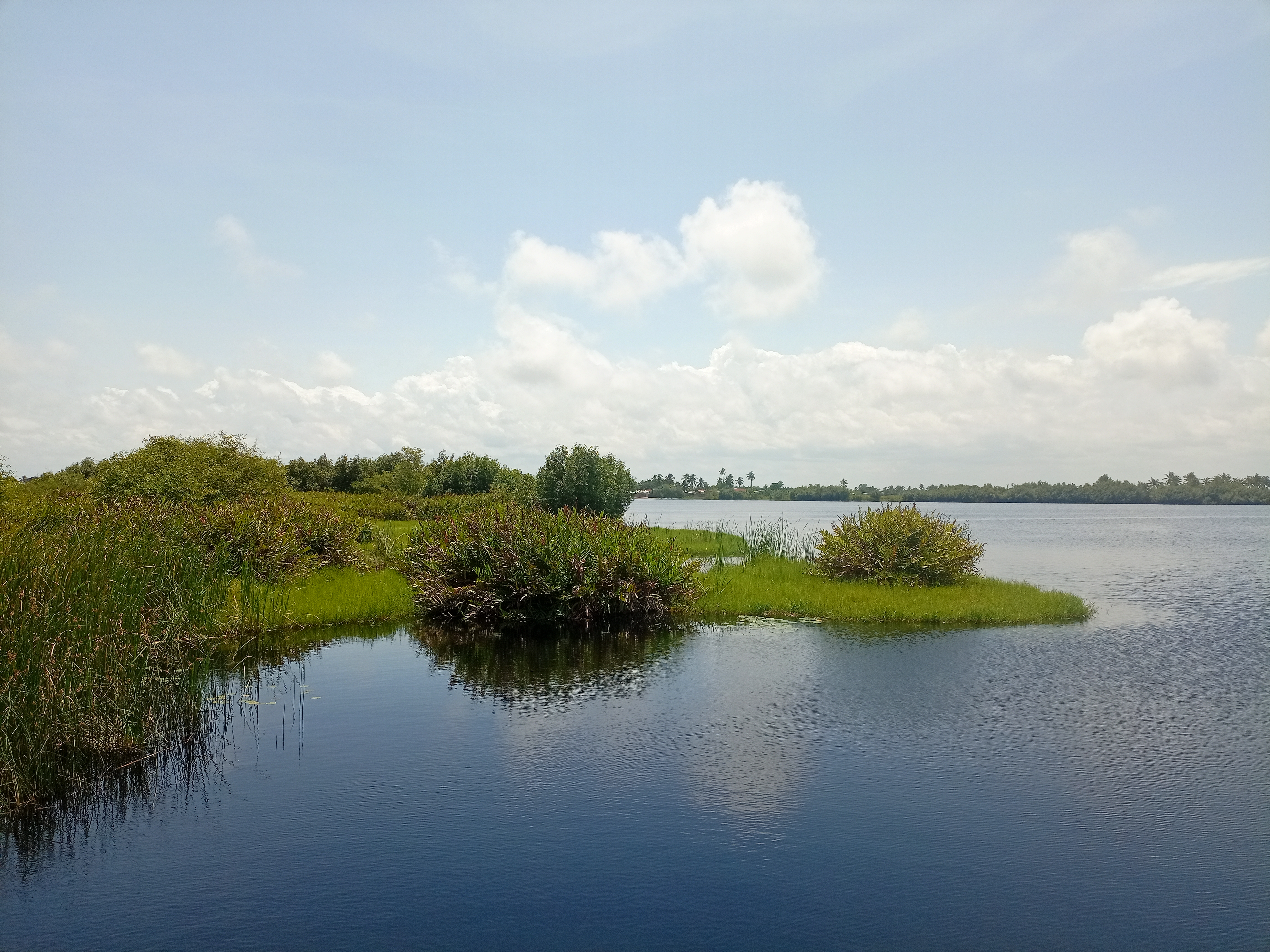

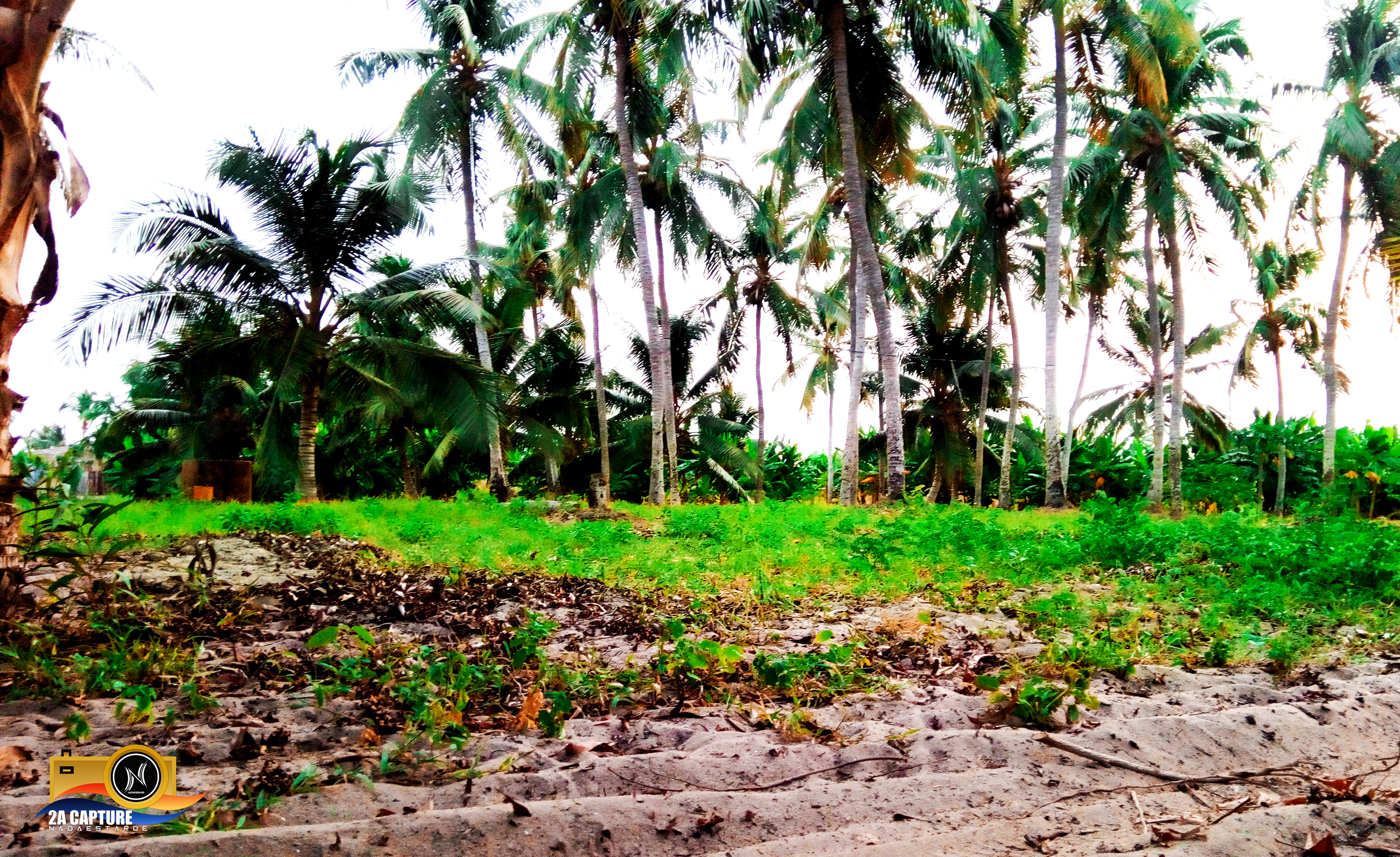

En 2007 Togbin est créditée de 7 511 habitants. À cette date, la localité était dotée de 8 écoles primaires et d'un collège.

## Environnement

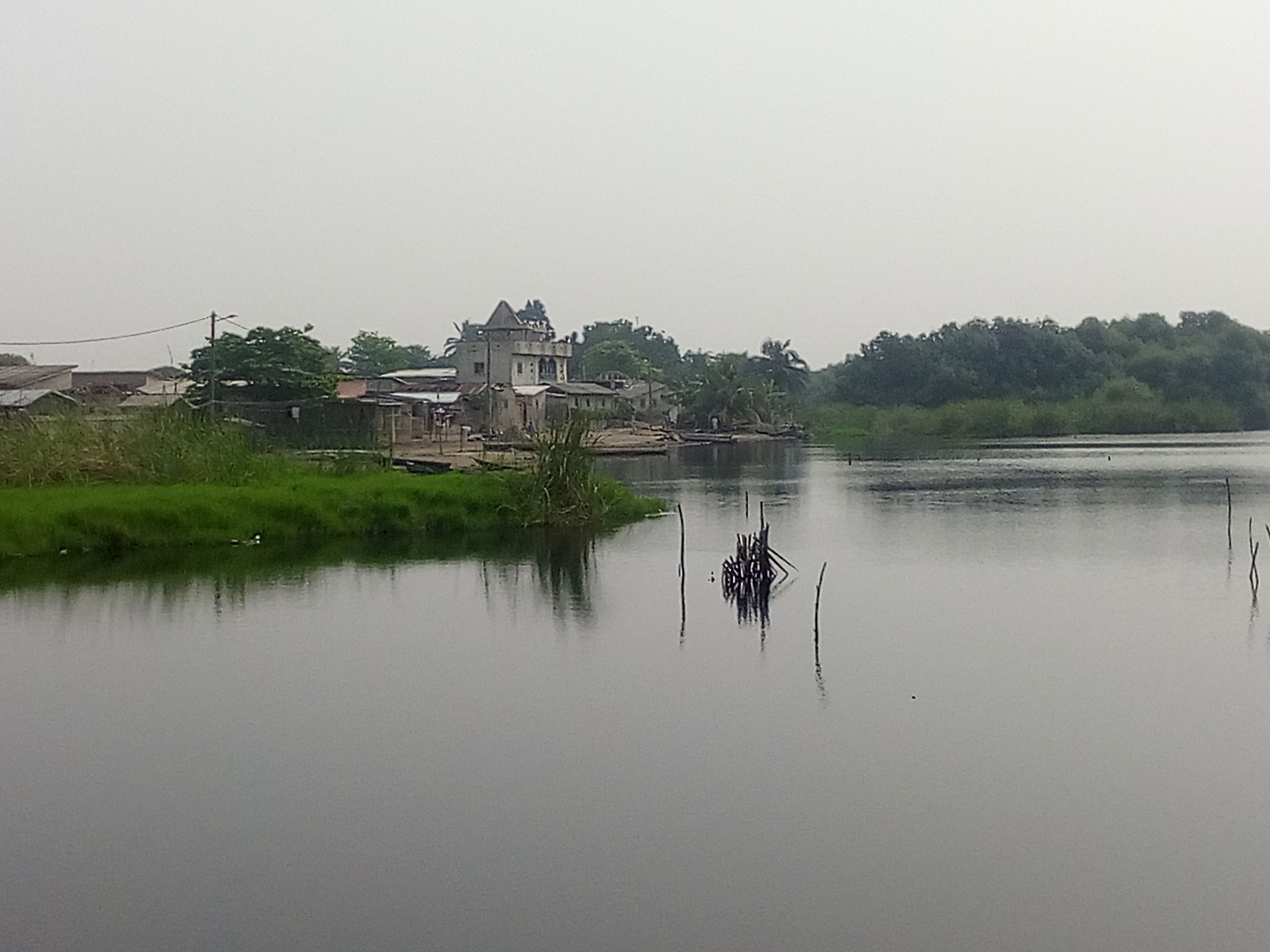
Togbin et la nature.

En 2012, une Aire communautaire de conservation de la biodiversité (ACCB) a été créée à Togbin-Adounko.

### Flore
La mangrove et les zones humides adjacentes qui s'étendent entre Togbin et Hio, sur 159,3 ha (2015), sont remarquables par leur biodiversité, mais très fragiles. On y a dénombré 37 espèces de plantes dont 6 sont en danger, 3 quasi menacées et 10 sont vulnérables. Les espèces les plus représentées sont les palétuviers, tels que Rhizophora racemosa (le palétuvier rouge), Avicennia germinans (le palétuvier blanc), Dalbergia ecastaphyllum et Machaerium lunatum, les espèces indicatrices sont : Acrostichum aureum, Elaeis guineensis (le palmier à huile), Mimosa pigia et Typha domingensis.

### Faune
La faune est également bien représentée : 
- 23 espèces de crustacés, dont les espèces indicatrices sont : Quadriviso spp., Excirolana latipes, Sphaeroma terebrans et Mysis spp.
- 32 espèces de mollusques  : Tympanotonus fuscatus radula, Pachymelania aurita, Corbula trigona, Congeria cochleata, Neritina glabrata et Melanoides spp. ;
- 39 espèces de poissons (Sardinella maderensis, Ethmalosa fimbriata, Sarotherodon melanotheron, Mugil cephalus (le Mulet cabot), Liza falcipinnis et Chrysichthys nigrodigitatus) dont 5 sont vulnérables ;
- 85 espèces d'oiseaux (dont les plus abondantes sont Dendrocygna viduata (le Dendrocygne veuf), Phalacrocorax africanus (le Cormoran africain) et Charadrius hiaticula (le Pluvier grand-gravelot) ; 3 sont quasi menacées et l'une est en danger critique d'extinction : Actitis hypoleucos (le Chevalier guignette) ;
- 4 espèces communes de serpents : Ramphotyphlops braminus, Python regius (le Python royal) et Python sebae (le Python de Seba), Bitis arietans (la Vipère heurtante), Naja melanoleuca (le Cobra des forêts) ;
- 4 espèces d'amphibiens : Bufo pentoni, Hemisus marmoratus, Hildebrandtia ornata et Hyperolius torrentis, une espèce en danger d’extinction sur le plan international et en danger critique d’extinction au Bénin ;
- 10 espèces principales de mammifères, qui sont peu nombreux et dont les espèces indicatrices sont : Hippopotamus amphibius (l'hippopotame commun), Trichechus senegalensis (le Lamantin d'Afrique), Atilax paludinosus (la Mangouste des marais), Herpestes ichneumon (la Mangouste d'Égypte), Galerella sanguinea (la Mangouste rouge), Genetta genetta (la Genette commune), Lutra maculicollis (la Loutre à cou tacheté)[5].

### Sel
Comme dans d'autres villages côtiers et lagunaires, on y produit du sel.
La présence d'un biseau salé a été observée sur les côtes béninoises, en particulier à Togbin, ainsi qu'à Sèmè-Kpodji, où il est plus profond.

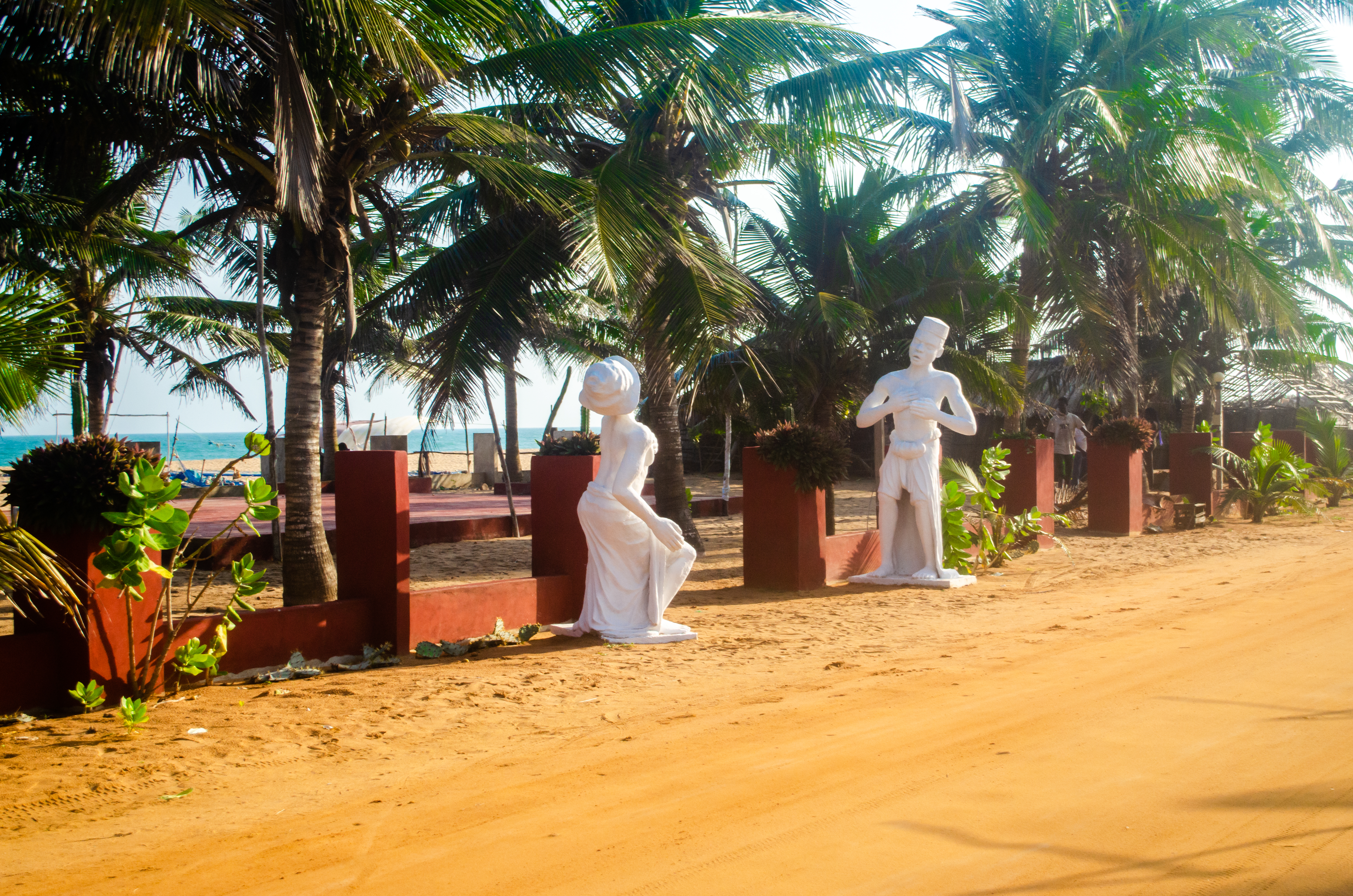
École internationale de théâtre du Bénin.

## Culture
Togbin-Daho abrite l'École internationale de théâtre du Bénin (EITB).